# 根拠律の四つの根について
『根拠律の四つの根について』（こんきょりつのよっつのこんについて、独: Über die vierfache Wurzel des Satzes vom zureichenden Grunde）は、1813年に刊行されたドイツの哲学者アルトゥル・ショーペンハウアーの著書。

## 概要
本書『根拠律の四つの根について』はショーペンハウアーの哲学上の処女作であり、1813年10月にイエナ大学から彼が哲学の学位を取得した学位論文である。
この論文の最初の読者となったゲーテは「存在の根拠律」の一章の論述に着目し、ショーペンハウアーに自分の指導のもとで「色彩論」の研究に従うよう懇請した―― ゲーテはショーペンハウアーの価値を認め、「あの人は、私たちすべての者の頭を越して倍ほどにも成長する人」とまで評した。
終始プラトンとカントに高い敬意を払っていたショーペンハウアーであるが、本書でも第一章冒頭に「神のごときプラトン」と「驚嘆すべきカント」の名が併記されている。
また『視覚と色彩について』と共にショーペンハウアーの主著『意志と表象としての世界』の予備論文・前提となっている本書は、ショーペンハウアー哲学の体系の認識論的基礎を提示したものとして注目に値する。

## 構成
- 序文

- 第一章 序論

- - 第一節　方法[注釈 1]
  - 第二節　現在の問題への二原理の適用
  - 第三節　この研究の効用
  - 第四節　根拠律の重要性
  - 第五節　根拠律そのもの

- 第二章 根拠律についてこれまで説かれたもののうちで最も主要なものについての概観

- - 第六節　根拠律の最初の提起とそれの二つの意味の区別
  - 第七節　デカルト
  - 第八節　スピノザ
  - 第九節　ライプニッツ
  - 第十節　ヴォルフ
  - 第十一節　ヴォルフとカントのあいだの哲学者たち
  - 第十二節　ヒューム
  - 第十三節　カント及びカント学派
  - 第十四節　根拠律のさまざまな証明について

- 第三章 これまでの叙述の不十分さと新しい叙述の企て

- - 第十五節　これまでに提起された根拠律の二つの意味では把握されない事例
  - 第十六節　根拠律の根

- 第四章 主観に対する客観の第一類とそれを支配している根拠律の形態について

- - 第十七節　客観の第一類についての一般的説明
  - 第十八節　経験的実在性の先験的分析の概観
  - 第十九節　諸表象が直接現在するということ
  - 第二十節　生成の根拠律
  - 第二十一節　因果性の概念の先天性（アプリオリテート）――経験的直観の知的性格――悟性
  - 第二十二節　直接的客観について
  - 第二十三節　因果性の概念の先天性（アプリオリテート）にかんしてカントが行った証明に対する反論
  - 第二十四節　因果律の誤用について
  - 第二十五節　変化の時間

- 第五章 主観に対する客観の第二類とそれを支配している根拠律の形態について

- - 第二十六節　この類の客観にかんする説明
  - 第二十七節　概念の効用
  - 第二十八節　概念を表出するもの。判断力
  - 第二十九節　認識の根拠律
  - 第三十節　論理的真理
  - 第三十一節　経験的真理
  - 第三十二節　先験的真理
  - 第三十三節　超（メタ）論理的真理
  - 第三十四節　理性

- 第六章 主観に対する客観の第三類とそれを支配している根拠律の形態について

- - 第三十五節　この類の客観にかんする説明
  - 第三十六節　存在の根拠律
  - 第三十七節　空間における存在根拠
  - 第三十八節　空間における存在根拠。算術
  - 第三十九節　幾何学

- 第七章 主観に対する客観の第四類とそれを支配している根拠律の形態について

- - 第四十節　一般的説明
  - 第四十一節　認識主観と客観
  - 第四十二節　意欲の主体
  - 第四十三節　意欲。動機づけの法則
  - 第四十四節　意志が認識に及ぼす影響
  - 第四十五節　記憶

- 第八章 一般的な注意と結論

- - 第四十六節　体系的秩序
  - 第四十七節　根拠と帰結の時間関係
  - 第四十八節　諸根拠の相互関係
  - 第四十九節　必然性
  - 第五十節　根拠と帰結の系列
  - 第五十一節　学問はすべて根拠律の形態のひとつを選んで導きの糸とする
  - 第五十二節　二つの主要な成果

## 日本語訳
ショーペンハウアー全集１『根拠率の四つの根について』生松敬三訳　『視覚と色彩について』金森誠也訳　〈白水社〉、1972年